# Vilayet de Constantinople

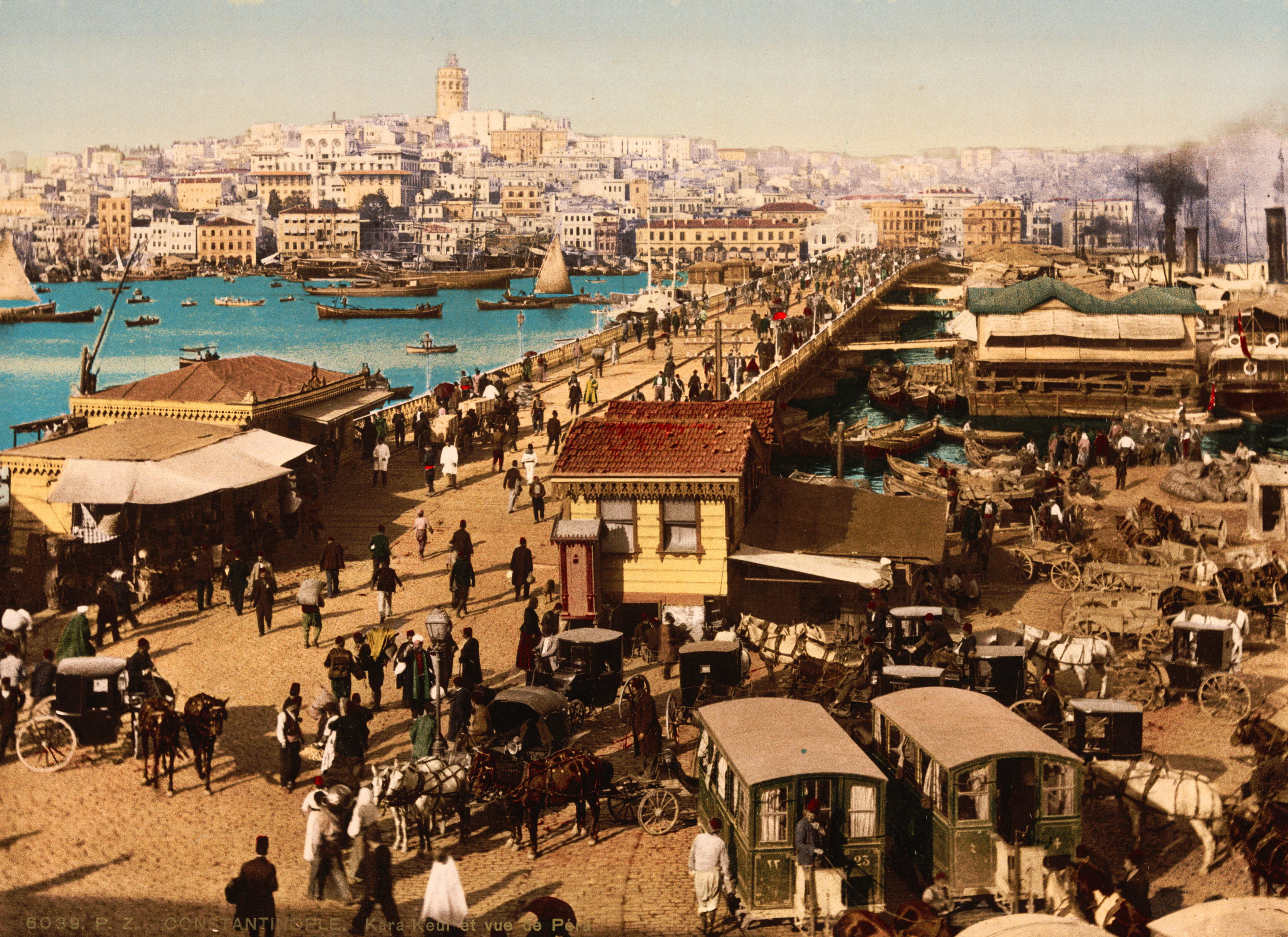
Le pont de Galata au XIXe siècle

Le vilayet de Constantinople, Vilâyet-i İstanbul en turc ottoman, est une province de l'Empire ottoman créée en 1878 sur le modèle administratif du vilayet appliqué aux autres provinces depuis 1867. Abritant la capitale de l'Empire, il était placé sous l'autorité directe du ministre de la Police (Zabtiye Naziri) qui remplissait les fonctions de gouverneur (wali). Le vilayet de Constantinople a duré jusqu'en 1922.

## Subdivisions

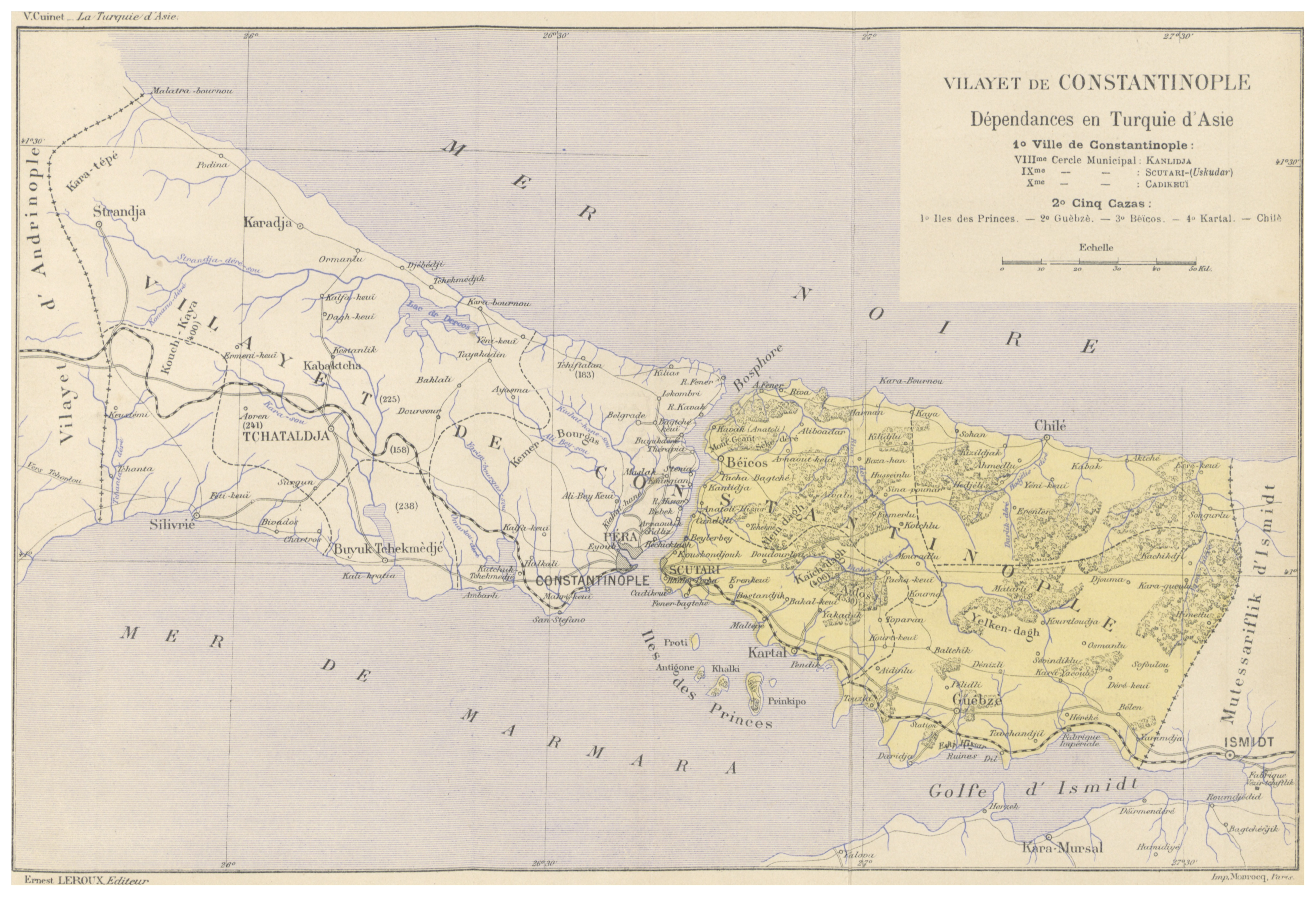
Vilayet de Constantinople, Cuinet, 1895

La ville se divise en 9 kazas (districts) : 4 sur la rive européenne et les îles, 5 sur la rive asiatique.
1. Istanbul (vieille ville)
2. Bakırköy
3. Îles des Princes
4. Pera
5. Üsküdar
6. Gebze
7. Kartal
8. Beykoz
9. Şile

## Population

Habitants de Constantinople photographiés par Pascal Sébah, 1873
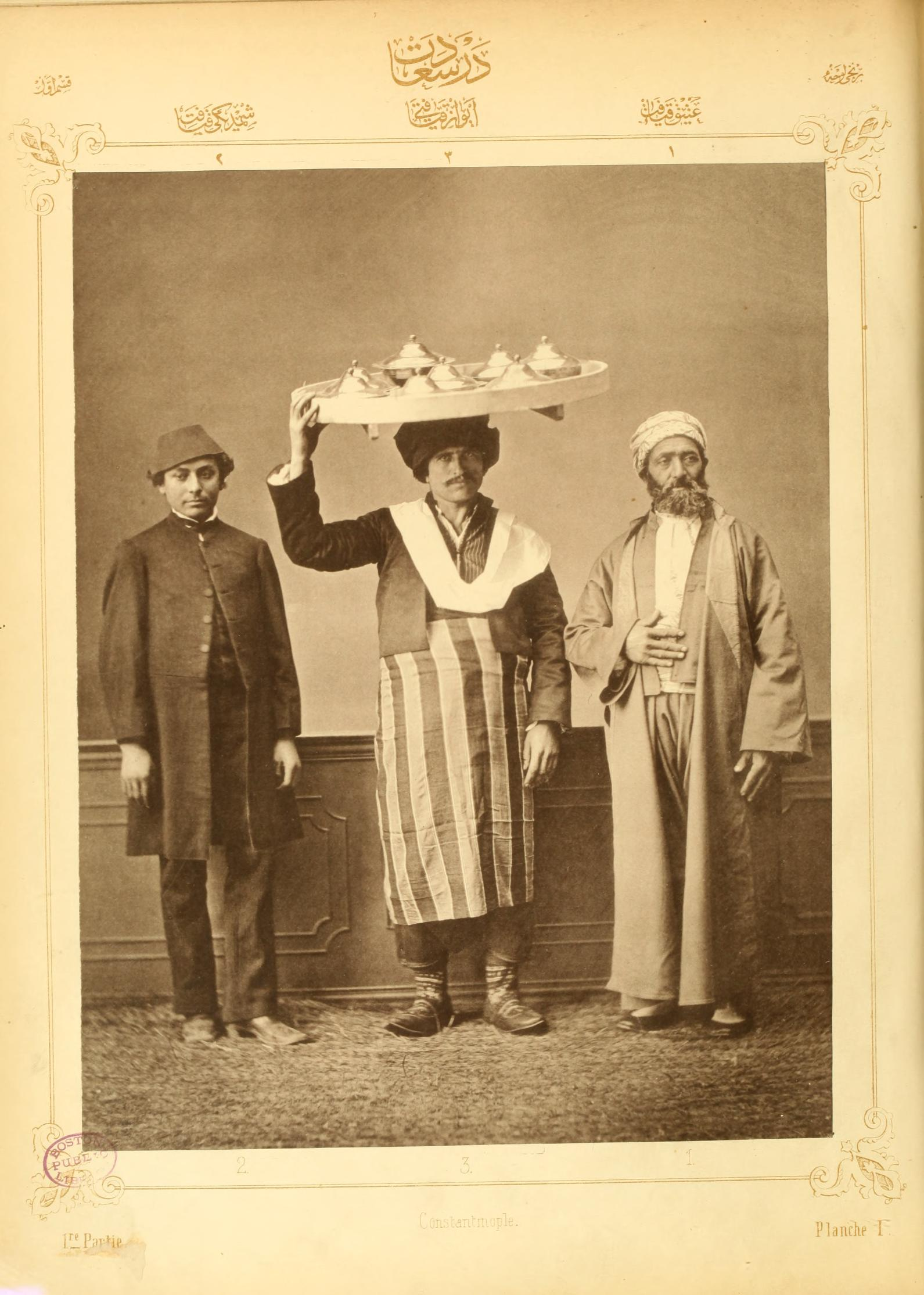
Serveurs et bourgeois de Constantinople.
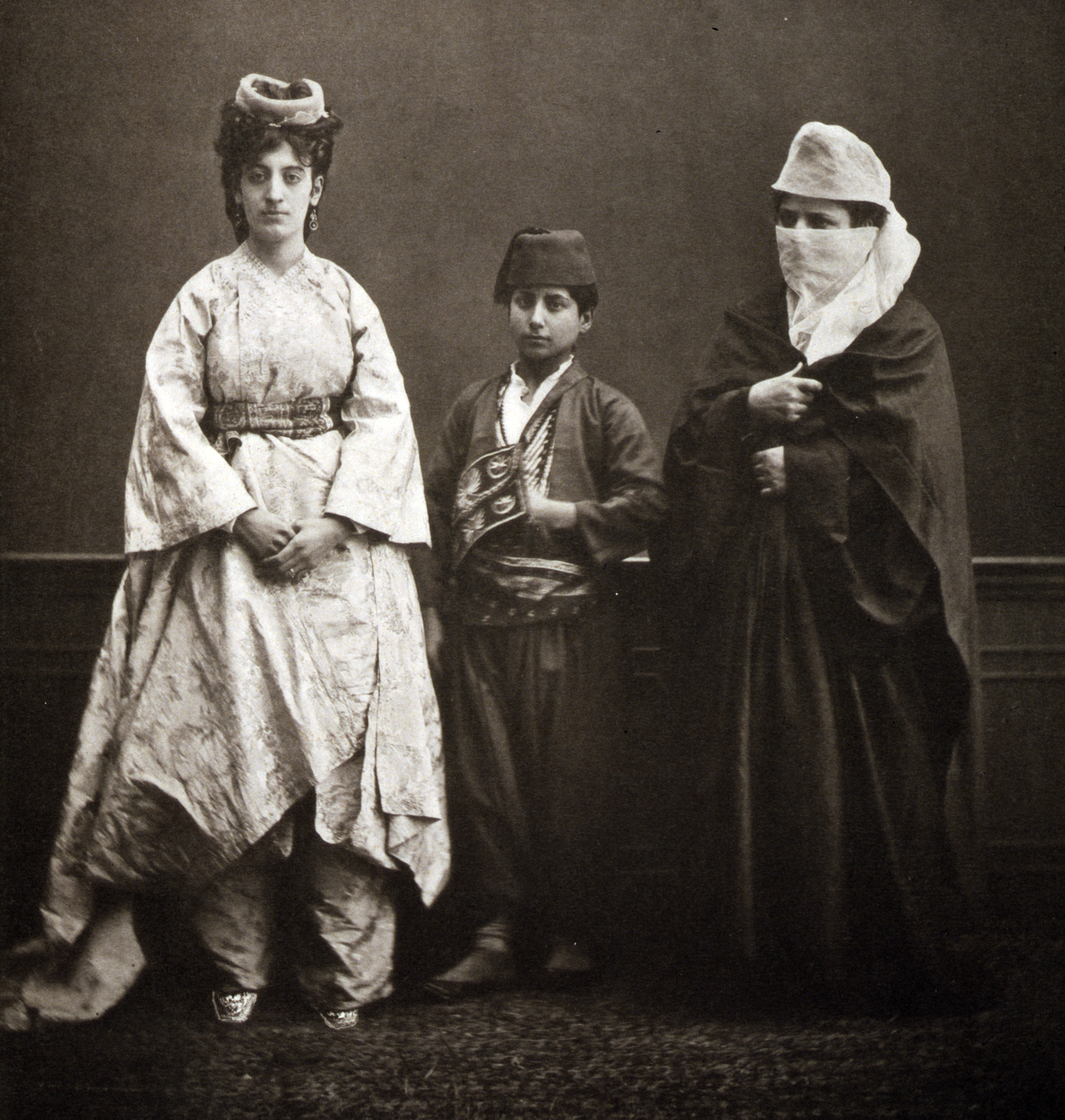
Dame musulmane de Constantinople en costume d'intérieur, garçon musulman, dame musulmane en costume de ville.
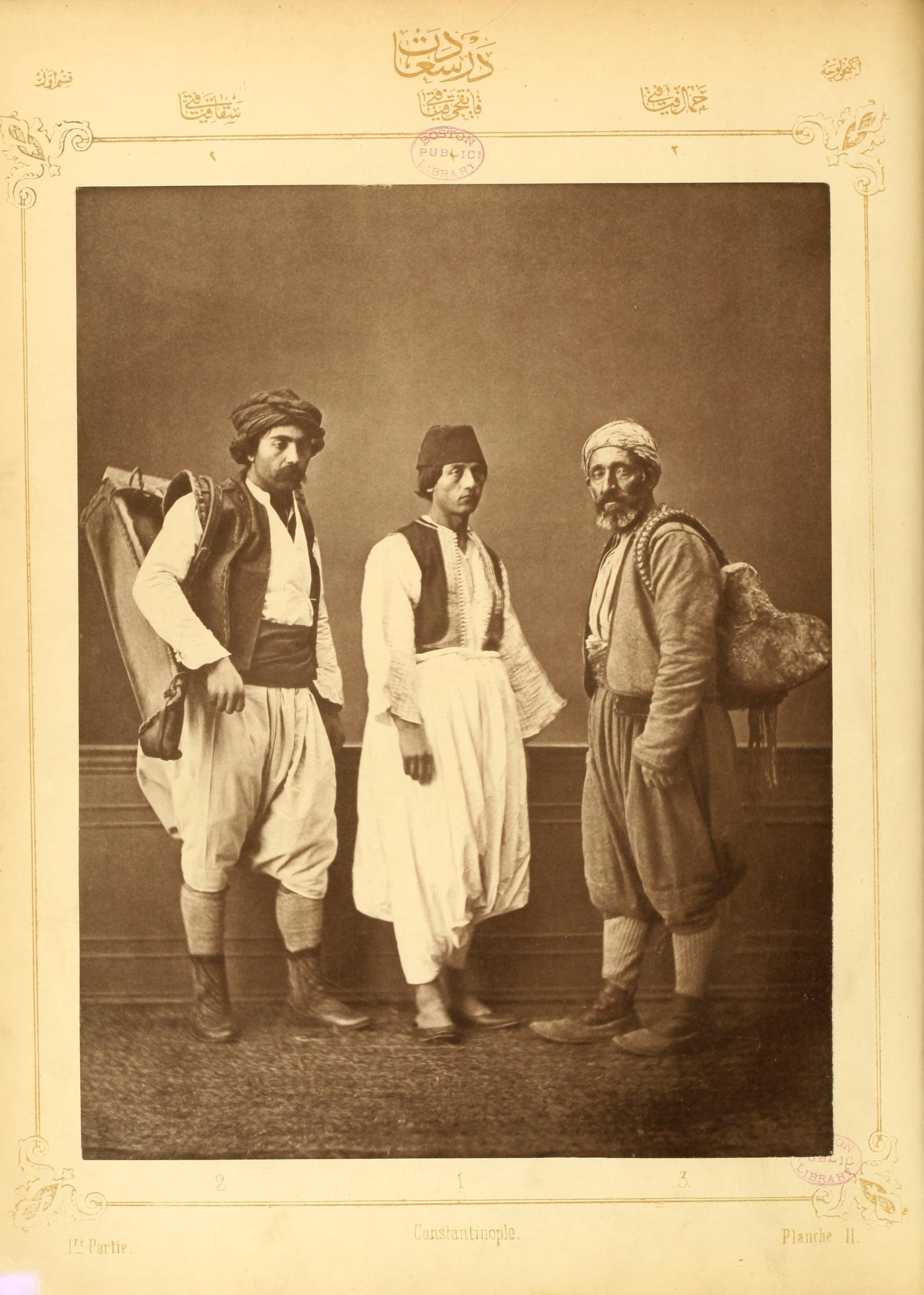
Caïkdji (batelier), sakka (porteur d'eau) et hammal (portefaix).
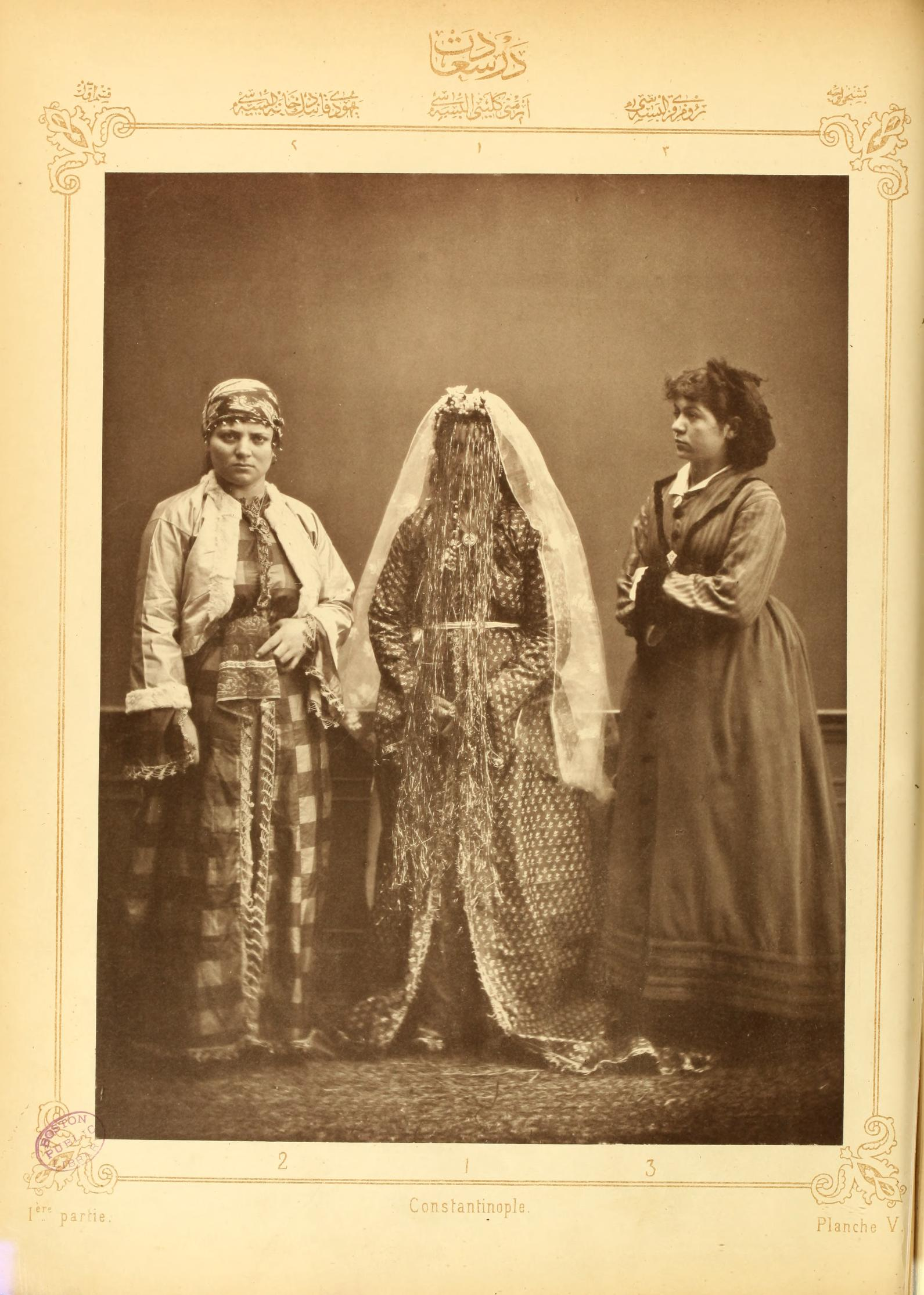
Femme juive de Constantinople, mariée arménienne, jeune fille grecque.
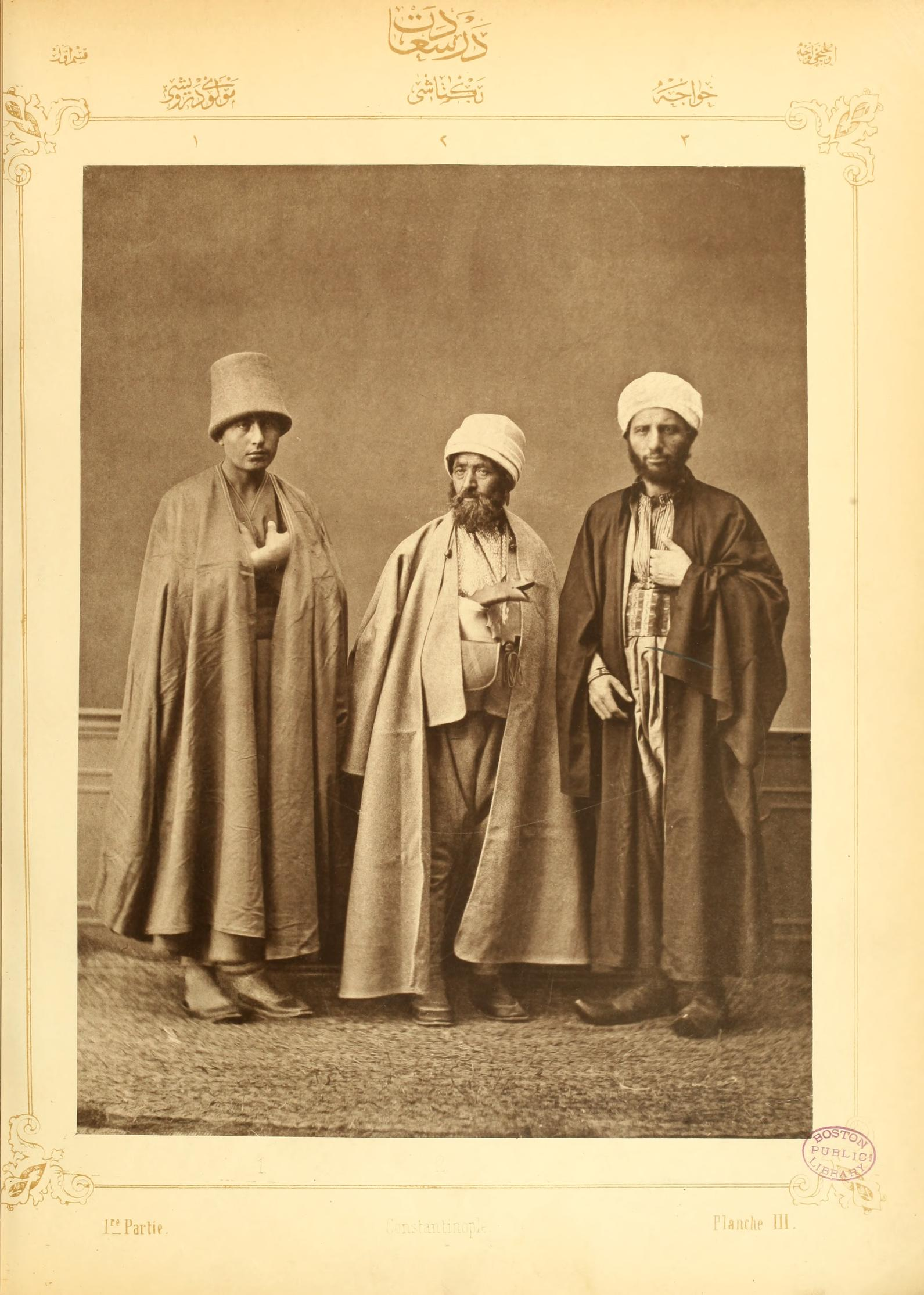
Religieux musulmans : derviche mevlevi, derviche bektachi, mollah.

Le recensement de 1914 donne au vilayet 909 978 habitants dont 62 % de musulmans, 23 % d'orthodoxes, 9 % d'Arméniens et 6 % de juifs. La répartition par kazas est la suivante :
| Communauté | Istanbul | Bakırköy | Î. des Princes | Pera    | Üsküdar | Gebze  | Kartal | Beykoz | Şile   | Total   |
| ---------- | -------- | -------- | -------------- | ------- | ------- | ------ | ------ | ------ | ------ | ------- |
| Musulmans  | 279 056  | 28 967   | 1 586          | 117 267 | 70 447  | 26 220 | 8 257  | 14 466 | 14 168 | 560 434 |
| Grecs      | 64 287   | 11 221   | 8 257          | 75 971  | 19 832  | 5 856  | 6 862  | 3 708  | 8 913  | 205 375 |
| Arméniens  | 28 095   | 5 954    | 652            | 30 642  | 13 949  | 47     | 3 216  | 325    | x      | 82 880  |
| Juifs      | 13 441   | 364      | 79             | 31 080  | 6 836   | x      | 13     | 292    | x      | 52 126  |
| Autres     | 2 013    | 390      | 45             | 6 135   | 579     | 21     | x      | 1      | x      | 9 163   |
| Total      | 386 892  | 46 896   | 11 087         | 261 095 | 111 643 | 32 144 | 18 348 | 18 792 | 23 081 | 909 978 |